# Serge-Henri Valcke
Serge-Henri Maurice (Serge Henri) Valcke (Ieper, 30 juni 1946) is een Belgisch acteur en fotograaf.

## Levensloop
Valcke volgde klassieke toneel- en balletopleiding te Brussel, en hij kwam via kleine dansrollen en revues terecht bij het traditionele toneel. 
In 1967 verhuisde Valcke van Brussel naar Amsterdam. Hij speelde filmrollen in onder andere Doctor Vlimmen (1977), De lift (1983) en Gebroken spiegels (1984). Zijn doorbraak kwam in 1988 met Amsterdamned, en grotere bekendheid verwierf hij vanaf 1990 met de televisieserie In de Vlaamsche pot, waarin hij in de rol van Luciën van Damme speelde, die samen met zijn vriend Karel Visser (Edwin de Vries) en later samen met Gilles van Zutphen (Adriaan Olree) het restaurant "In de Vlaamsche pot" had. Valcke verwierf ook bekendheid door zijn rol als Commissaris Buitendam in de televisieserie Baantjer.
Valcke is politiek bewogen. Hij heeft duidelijke linkse voorkeuren: "Ik kom uit een heel eenvoudig milieu", zegt hij in de partijkrant van de SP. "Mijn vader was belastinginspecteur, mijn moeder hoedenmaakster. Het socialisme is mij met de paplepel ingegoten. Als kind ging ik al met vader mee demonstreren in Brussel."

## Filmografie

### Films
- Warna (televisiefilm, 1972) – Remi
- Siska van Roosemaal (televisiefilm, 1973) – Louis Lesaffre
- Verloren maandag (1974) – matroos
- Waar de vogeltjes hoesten (1974) – ecoloog
- Mijn nachten met Susan, Olga, Albert, Julie, Piet & Sandra (1975) – Albert
- Barocco (Franstalige film, 1976) – barman
- Doctor Vlimmen (1977) – Pietje Mulder
- Soldaat van Oranje (1977) – soldaat
- Het verloren paradijs (1978) – De Cat
- Een vrouw tussen hond en wolf (1979) – Gestapoman / fietser
- Slachtvee (1979) – Serge
- Het meisje met het rode haar (1981) – rol onbekend
- De lift (1983) – Kraayvanger, psychiater
- Gebroken spiegels (1984)
- Man in de war (1984) – rol onbekend
- Flodder (1986) – kapper
- Blonde Dolly (1987) – rol onbekend
- Mascara (1987; Nederlandse titel: Make-up voor een moord) – Harry Wellman
- Nitwits (1987) – rol onbekend
- Amsterdamned (1988) – assistent-inspecteur van politie Vermeer
- L'Œuvre au noir (1988) – kapitein van het schip
- The Attic: The Hiding of Anne Frank (televisiefilm, 1988) – rol onbekend
- Le jour de congé (korte Franse film, 1989) – rol onbekend
- Kunst en Vliegwerk (1989) – Van Rossum
- Il maestro (1990) – Major Wyatt
- Groeten uit Grasdijk (korte film, 1990) – rol onbekend
- Week-end (korte film, 1990) – motoragent
- De gelukkige vuilnisman (korte film, 1991) – rol onbekend
- Sur la terre comme au ciel (1992) – Peter
- Krapatchouk (1992) – Fuselier
- Le trajet de la foudre (televisiefilm, 1994) – Jan
- Souvenirs d'Anvers (televisiefilm, 1994) – rol onbekend
- Flodder 3 (1995) – man op het toilet
- Lang leve de koningin (1995) – zwarte koning
- De zeemeerman (1996) – Pedro
- The Oath (korte film, 1996) – dokter
- The Quarry (1998) – dominee Frans Niemand
- Do Not Disturb (1999) – grappige zakenman
- Un Coeur pas comme les autres (televisiefilm, 1999) – Mournon
- Baantjer: De Cock en de wraak zonder einde (televisiefilm, 1999) – commissaris Buitendam
- Somberman's aktie (2000) – man in 't woud, mentor van Herman
- Down (2001) – portier
- No Man's Land (2001; winnaar van de Oscar en Golden Globe voor beste niet-Engelstalige film) – kapitein Dubois
- Soul Assassin (2001) – Mr. Ficks
- Loenatik: de moevie (2002) – butler Jan-Joris
- Hop (2002) – minister van Binnenlandse Zaken
- Sinterklaas en het verdwenen pakhuis (televisiefilm, 2002) – commissaris Binnendijk
- Echo (korte film, 2002) – Frederique Roulier Galles
- Kees de jongen (2003) – Franse toerist op de Dam
- Ellektra (2004) – pooier-dealer
- Gay (2004) – dierenarts
- Erik of het klein insectenboek (2004) – regenworm
- Kaas (korte film, 2004) – zwerver
- L'enfer (2005) – boekhandelaar
- Nom de code: DP (televisiefilm, 2005) – Berg
- Sl8n8 (2006) – Louis Corpus
- Op heilige grond (korte film, 2009) – priester Lucas Davin
- Clogs (korte film, 2011) – detective
- K3 Dierenhotel (2014) – Eric-Jan
- Prinsessia: Het Prinselijke Bal (2015) – kolonel
- Coureur (2018) - manager
- Mijn vader is een saucisse (2021) - Opa

### Televisieseries
- De vorstinnen van Brugge – Wever 1 (afl. onbekend, 1972)
- De kip en het ei – Jean Luc (afl. "De rozenoorlog", 1986)
- Dossier Verhulst – meneer Dekker (afl. "Het incident", 1986)
- Zeg 'ns Aaa – Herman (afl. "Kwissen", 1988)
- Beppie – Henk (afl. "Jaloezie", 1989)
- Rust roest – burgemeester (afl. 1.7, 1989)
- De Brug (miniserie, 1990) – Gaston
- Medisch Centrum West – Frans Verwoerden (afl. "De toekomst", 1990)
- In de Vlaamsche pot – Lucien van Damme (104 afl., 1990–1994)
- Oog in oog – musicus (afl. onbekend, 1993)
- Flodder – verschillende rollen (3 afl., 1993/1994)
- Baantjer (1995–2006; winnaar Gouden Televizier-Ring 1997) – commissaris Buitendam
- Het Zonnetje in Huis – arts (afl. "Bijwerkingen", 1996)
- Otje – Heppie (stem, 2 afl., 1998)
- Wij Alexander (1998) – anarchist Baljuw
- Toen was geluk heel gewoon – verschillende rollen (2 afl., 1998/1999)
- Hé hallo, kobie en ko (1998–2000) – Ko
- Leven en dood van Quidam Quidam – kampvader (afl. onbekend, 1999)
- Loenatik (televisieserie, 2000) – ambtenaar burgerlijke stand (afl. "De bruiloft", 2000)
- Het Feest van Sinterklaas (televisieserie, 2001) – verlanglijstpiet (afl. 3.1, 2001)
- Schiet mij maar lek (2001–2004) – Freek
- Mevrouw de minister (miniserie, 2002) – Lopez Dias
- 6pack – geest van het verleden (afl. "Christmas Carol", 2003)
- Familie – Christophe Mouret (21 afl., 2005)
- Met één been in het graf – Victor Monter (11 afl., 2006)
- Flikken – Jean-Luc Duvivier (5 afl., 2007)
- Spetter! – Van Oppen (15 afl., 2007)
- Aspe – procureur-generaal (2 afl., 2007)
- Kinderen geen bezwaar – zichzelf (afl. "De Blootkalender", 2008)
- De Smaak van De Keyser – Henri De Keyser (6 afl., 2008–2009)
- Code 37 – Hendrik De Ceuster (afl. "Jeugdzonde", 2009)
- Witse – Viktor Houtemann (3 afl., 2009)
- Dag & nacht – Dr. Dirk (afl. 6, 2010)
- Aspe – Louis De Gucht ( afl. "Schuld en boete", 2010)
- Zone Stad – Walter (afl. "Fashion", 2011)
- Het goddelijke monster – mijnheer Dieudonné (5 afl., 2011)
- Dokter Tinus – Wieger Troost (7 afl., 2012–2013)
- Ontspoord – Rik Moers (afl. "Bisschop Moers", 2013)
- De Ridder – Emiel Westenraedt (3 afl., 2013–2014)
- In Vlaamse velden – officier-aanklager (afl. "Juli - September 1918", 2014)
- Sinterklaasjournaal – opa Jan (afl. 10, 2014)
- Vossenstreken – Didier Donkers (afl. 5, 2015)
- Schaep Ahoy – gehandicapte man (afl. "De Zonnebloem", 2015)
- De Bunker – Moshe Birnbaum (afl. "Het Conflict", 2015)
- Professor T. – professor Robberecht (afl. "Het congres", 2016)
- De Dag – Rolf Van Landschoot (9 afl., 2018)
- Flikken Maastricht – Assisenhofrechter Streuvels (Afl. Gerechtigheid, 2021)
- Onder Vuur – Ronny (afl. Emma, 2021)
- Styx – Marcus Styx (4 afl., 2024)
- Medisch Centrum West (2024) – Meneer Smit
- Chantal (2025) - Andries Vandamme

### Stemacteur
- Top Cat (1987) – Overige stemmen
- DuckTales (1987) – Willie Wortel / Dorus
- Alfred J. Kwak (1989) – Rechter Wiezal (Afl. Het kroonjuweel)
- Darkwing Duck (1991) – Snaterbek
- Aladdin (1992) - Gazeem
- De Wraak van Jafar (1994) – Abis Mal
- Duimelijntje (1994) – Kareltje Kever
- Aladdin (animatieseries, 1994) – Abis Mal
- Stinkie en Boudewijn Show (1995) – Jean-Jacques Kakkerlak
- De zwanenprinses (1996) – Jean-Bob
- 101 Echte Dalmatiërs (1996) – Alonzo & Politieman 2
- Montana Jones (1998) – Dr. Nitro
- Asterix & Obelix tegen Caesar (1999) – Astérix
- 102 Echte Dalmatiërs (2000) –  Alonzo
- Terug naar Nooitgedachtland (2002) – Vetje
- Tijl Uilenspiegel (2003) – De Uil
- Flushed Away (2006) – Le Kikkèr
- Sammy's Adventures: The Secret Passage (2010) – Fluffy / Pluisje

### Musicals
- The Fantasticks, Godspell (de rol van Jezus)
- Een kannibaal als jij en ik (Bram en Freek)
- Thuis Best (met Jasperina de Jong)
- Hoera wij zijn normaal
- Chicago

### Toneelstukken
- Zelfs de bloemen werden geboeid (Théâtre de Poche)
- Kent U de melkweg (B.W.T. Theater)
- The Family (Franstalige versie)
- Sterkedrank in oud zuid
- Kakefonie (Judas theaterproducties)
- Jubileum
- Junkieverdriet
- Tussen de rails (alle bij Toneelgroep Centrum)
- Flatzooi (2002–2003) – leider rechercheteam

### Reclamespot
Valcke was te zien in het reclamespotje dat de Engelse komiek John Cleese in de jaren zeventig maakte voor de Postcheque- en Girodienst om het merk "Giroblauw" bekend te maken. Valcke staat te bellen in een telefooncel en wordt door Cleese gedwongen te zeggen hoe goed Giroblauw is. Als hij dat niet naar behoren doet, tikt Cleese hem met de microfoon op zijn hoofd.
Valcke is tevens al jarenlang de voice-over in de reclamespotjes van het bekende spelletjes imperium Ravensburger.

## Trivia
- Valcke verleende in 2021 medewerking aan een aflevering van het programma De Verdwenen Stad van de regionale zender NH Nieuws. De betreffende aflevering had Amsterdam Oud-West tot onderwerp, waar hij in 1983 was komen te wonen.